# Lernanthropus sarbae
Lernanthropus sarbae is een eenoogkreeftjessoort uit de familie van de Lernanthropidae. De wetenschappelijke naam van de soort is voor het eerst geldig gepubliceerd in 1973 door Kensley & Grindley.